# YBN
YBN (аббревиатура от Young Boss Niggas) — американский хип-хоп-коллектив, созданный YBN Nahmir.
7 сентября 2018 года был выпущен микстейп коллектива YBN: The Mixtape, который содержал гостевые участия от Гуччи Мейна, Wiz Khalifa, Lil Skies, Machine Gun Kelly и Криса Брауна.

## История
В 2014 году YBN Nahmir познакомился с Almighty Jay в видеоигре Grand Theft Auto V.
Изначально YBN являлся видеоигровым коллективом. В 2015 году Nahmir и Almighty Jay решили записать свою песню после фристайла в групповом чате Xbox Live, она называлась «Hood Mentality». В том же году умер член коллектива YBN Valley.
18 сентября 2017 года Nahmir выпустил дебютный сингл «Rubbin Off the Paint». Он достиг 46 места в чарте Billboard Hot 100.
YBN Nahmir и YBN Glizzy познакомились онлайн с Cordae в 2017 году. В 2018 он присоединился к коллективу.
В июле 2018 года они анонсировали свой первый тур. Дебютный микстейп YBN: The Mixtape, был выпущен 7 сентября 2018 года.
6 августа 2020 года Nahmir объявил о роспуске коллектива. Cordae и Almighty Jay убрали приставку «YBN» из своих псевдонимов.

## Участники
Тремя основными участниками YBN являлись:
- YBN Nahmir
- Cordae
- Almighty Jay

## Дискография

### Микстейпы
| Название                                                       | Детали                                                                             | Высшая позиция | Высшая позиция | Высшая позиция | Высшая позиция | Сертификация    |
| Название                                                       | Детали                                                                             | US             | US R&B/HH      | US Rap         | CAN            | Сертификация    |
| -------------------------------------------------------------- | ---------------------------------------------------------------------------------- | -------------- | -------------- | -------------- | -------------- | --------------- |
| YBN: The Mixtape (исполнено Almighty Jay, Cordae и YBN Nahmir) | - Выпущен: 7 сентября 2018 - Лейблы: Atlantic, Art@War - Формат: Цифровая загрузка | 21             | 13             | 12             | 19             | - RIAA: Золотой |

### Синглы
| Название                                              | Год  | Альбом           |
| ----------------------------------------------------- | ---- | ---------------- |
| «Bread Winners» (исполнено YBN Nahmir и Almighty Jay) | 2018 | YBN: The Mixtape |